# Шоса

Шоса — река в России, протекает по Юрьев-Польскому району Владимирской области. Устье реки находится в 192 км по правому берегу реки Нерль. Длина реки составляет 14 км.
Исток реки находится у деревни Каменка (Симское сельское поселение) в 11 км к юго-западу от села Сима. Река течёт на северо-восток, протекает деревни Перемилово, Старниково и Нестерово. Впадает в Нерль по которой здесь проходит граница с Ильинским районом Ивановской области выше села Лучки.

## Данные водного реестра
По данным государственного водного реестра России относится к Окскому бассейновому округу, водохозяйственный участок реки — Нерль от истока и до устья, речной подбассейн реки — бассейны притоков Оки от Мокши до впадения в Волгу. Речной бассейн реки — Ока.
По данным геоинформационной системы водохозяйственного районирования территории РФ, подготовленной Федеральным агентством водных ресурсов:
- Код водного объекта в государственном водном реестре — 09010300812110000032333
- Код по гидрологической изученности (ГИ) — 110003233
- Код бассейна — 09.01.03.008
- Номер тома по ГИ — 10
- Выпуск по ГИ — 0